# Керсак
Керсак (рум. Chersac) — село в Теленештском районе Молдавии. Наряду с сёлами Негурены и Добруша входит в состав коммуны Негурены.

## География
Село расположено на высоте 93 метров над уровнем моря.

## Население
По данным переписи населения 2004 года, в селе Керсак проживает 21 человек (10 мужчин, 11 женщина).
Этнический состав села:
| Национальность | Число жителей | Процентный состав |
| -------------- | ------------- | ----------------- |
| украинцы       | 10            | 47.62             |
| молдаване      | 10            | 47.62             |
| гагаузы        | 1             | 4.76              |
| Всего          | 21            | 100%              |